# Escudo de armas de Cumaná
El Escudo de Armas de Cumaná, que actualmente ostenta fue el segundo concedido a la ciudad, creado por Real Cédula fechada en el palacio de San Lorenzo de El Escorial el 3 de julio de 1591, y fue otorgado por Felipe II junto al título de ciudad.
La mitad de este escudo lo constituye la Cruz roja en campo de oro y el hueco de ella lleno de perlas y en lo bajo, ondas del mar, y en la otra mitad un tigre de oro rampante en campo azul y alrededor de dichos escudos, ocho cabezas de águilas y encima de él la figura de Santa Inés, abogada y patrona de Cumaná.
En el primer escudo se mostraba la fortaleza de Nueva Toledo y una ostra con perla, además de los símbolos que permanecieron en el Segundo.

## Fuente
- Archivo de Indias
- Ayacucho, ed. (1927). Memorias para la historia de Cumaná. Cumaná, Venezuela. p. 434.

- Datos: Q6431224